# 佩列斯韦特级战列舰
佩列斯韦特级战列舰（俄语：Броненосцы типа «Пересвет»），是俄羅斯帝國海軍在十九世纪末至二十世纪初建造的一级3艘前無畏艦，设计航速较快，并拥有优秀的续航能力，代价则是火力和防护较薄弱。其中佩列斯韦特号和胜利号两舰在建成后即调往旅顺港（俄方称亚瑟港）加入太平洋舰队旅顺分舰队（后来改称第一太平洋舰队），两舰参加了旅顺口海战、黄海海战，在旅順會戰中被日本陆军重炮击沉；奥斯利雅维亚号则因故未能在日俄战争爆发前赶到，不过也在中途加入第二太平洋舰队前往远东，参加了对马海峡海战并在战斗中受重创沉没。
日军在攻下旅顺要塞后，将佩列斯韦特号和胜利号打捞起来，加以改装，分别改名为“相模”、“周防”，加入日本海军。其中相模在第一次世界大战爆发后，重新售回俄国并恢复原名佩列斯韦特号，然而在半路上即触雷沉没；周防（胜利号）则在日本海军中一直服役，直到1922年《华盛顿海军条约》签订，方才退役。

## 设计与概述

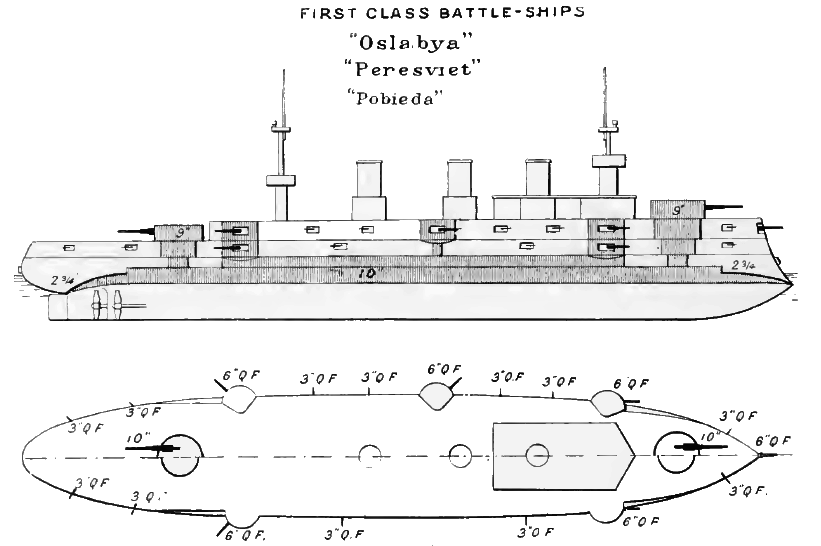
佩列斯韦特级右侧视图和甲板视图，《布拉西海军年鉴》1902年版

1854-1855年，俄国在克里米亚战争中蒙受了耻辱性的失败。俄国海军元帅康斯坦丁·尼古拉耶维奇大公认为，光凭俄国无力抗衡英、法两国的联手，但俄国依然有必要维持一支足够实力的海军力量以保卫本土，以威慑可能的进攻。一旦俄国与英国或者法国之间战事再起，总体弱势的俄国唯一有可能的策略就是进行商路破袭战，因此俄国在尼古拉耶维奇大公主持下建造了一批长航程、高航速的装甲巡洋舰，如俄罗斯号和留里克号等。英國皇家海軍针锋相对地设计了二等战列舰百夫长级，用以消灭袭扰的敌方破交巡洋舰。俄国也不甘示弱，设计了一款新型的高速长程战列舰，来支援本国的破交作战；这款战列舰对航速和续航距离要求比较高，相对的，火力和装甲就必须作出一定的牺牲了。
本级一如俄国当时的军舰，在建造时即进行了一系列修改。最重要的一点就是将原本设计的副炮8门6英寸（152）和5门4.7英寸（119）炮改成11门6英寸炮，同时增加了轻型火炮的数量。
最初本级只计划建造两艘，不过后来又追加了一艘，好让波罗的海船厂在新的战列舰设计方案出来之前有事可做。颇有讽刺意味的是，这额外的第三艘虽然是比二号舰晚动工了3年，但依然比二号舰提前建成下水。

### 舰型
佩列斯韦特级全长132.4米，宽21.8米，吃水深8.0米。设计排水量1万2877吨，建造过程中超重500-1700吨不等，实际排水量达到了1万3534吨到1万4639吨。本级前两舰船体包覆有木板和铜皮，用以减少生物附着；三号舰胜利号撤去了这一步，以减轻全舰重量。本级船体有部分区段采用了双船底设计，船身分成了10个横向的水密舱，其中一个中央隔舱将前部轮机舱隔离开来。舰上乘员组额定24名军官和744名水手。
本级设计安装有30座贝尔维尔式水管锅炉，全部采用强制通风措施；由3座垂直3段膨胀式复合蒸汽机提供动力，驱动3根推进轴，设计功率1万4500匹马力，设计最大航速18節（33每小時；21英里每小時）。三舰的实际最大航速都稍稍超过了设计值；海试时达到了18.3—18.5節（34—34每小時；21—21英里每小時）节的成绩。本级载煤量2090吨，可以在10節（19每小時；12英里每小時）经济航速下实现6,200海里（11,500；7,100英里）的续航距离。每艘舰上安装有4台蒸汽发电机，可以为全舰提供555千瓦的电力。

### 火力

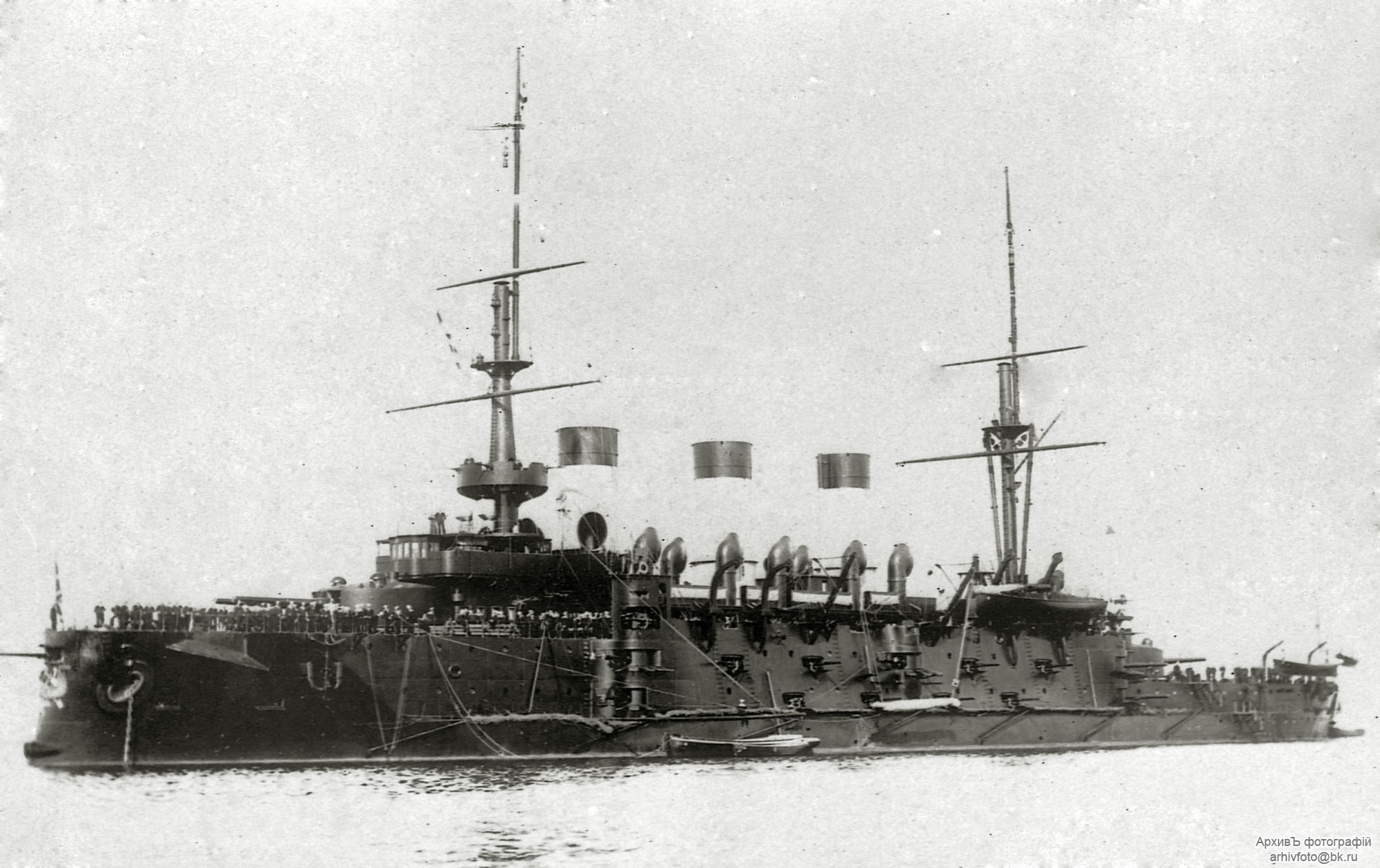
二号舰奥斯利雅维亚号正在驶离雷维尔，摄于1904年10月

本级舰主炮为4门10英寸（254）火炮，安装在两座电力驱动双联装炮塔上，前后各一座。该款火炮在设计时就曾遇到问题，无法使用全装药推进剂，只能回头修改，减少装药量。安装在本级前两艘的是该款火炮的初始型号，最大仰角35°，而安装在胜利号上的是改进型号，最大仰角只有25°。该款火炮的设计射速为每发40秒，实际发射速度要慢得多，差不多每发80秒。舰上为每门炮备弹75发。旧型号火炮发射的炮弹重225公斤，初速692米/秒；而胜利号所采用的型号初速达到790米/秒。仰角6°时，射程达到8010米。
副武器为11门法国加奈生产的45倍径6英寸（152）速射炮，其中10门分别安装在舰体两侧的炮郭中，另有一门安装在前部船艏楼下方。每门炮备弹220发。发射的炮弹重41.4公斤，初速792.5米，仰角20°时，射程达到1万1523米。
另外舰上还有一批用以防范鱼雷艇的小型武器，包括20门加奈1891年型75毫米速射炮，8门安装在舰体两侧、4门在主甲板、4门在火炮甲板、4门在上层建筑角落。每门炮备弹300发。初速862米/秒，弹重4.91公斤；仰角20°时射程7869米。更小一些的火炮包括20门哈奇开斯47毫米炮，沿舰体两侧及上层建筑布置，每门炮备弹810发，弹重1.5公斤；以及8门哈奇开斯37毫米炮，安装在前艏楼甲板，弹重0.5公斤，初速470米/秒。
本级的鱼雷武器为5具15英寸（381）鱼雷发射管，1具位于舰艏，两具位于舷侧水线上、两具位于舷侧水线下。全舰共携带12枚鱼雷。此外舰上还携带有45颗水雷。
本级舰上安装有柳若尔（Liuzhol）式视距测距仪，利用敌舰垂直的两点之间的角度来得出双方距离；通常测量点选择水线和主桅横梁。舰上的炮术军官在查问其助手得出距离后，计算出所需的仰角和提前量，然后通过盖斯勒式电磁-机械式火控传输系统，将其命令传达给各门火炮或者炮塔。因故没有在第一时间前往远东的奥斯利雅维亚号留在波罗的海舰队时，和其他在当地舰艇一样接受了改装，安装有佩列佩尔金（Perepelkin）式瞄准镜，不过舰上的乘员缺乏相应的训练，不懂如何操作。

### 装甲
本级前两艘主要使用了哈维固态渗碳硬化钢装甲作为防护，只有在炮塔和弹药输送管道使用了克虏伯表面渗碳装甲。胜利号舰上的所有垂直装甲都统一使用了克虏伯装甲。水线处主装甲带在轮机部分厚9英寸（229），延伸到弹药库时收窄到7英寸（178）。上部装甲带在轮机部分厚5英寸（127），弹药库部分厚4英寸（102）。主装甲带长约95米，高2.4米；设计时预定要有914毫米左右露出水面。然而本级3舰都不同程度地超重：佩列斯韦特号在平时负载下就只有356毫米还在水面上，满载时就更为严重，整个主装甲带已经全部淹没到水下。奥斯利雅维亚号比佩列斯韦特号超重情况更甚，平时就只有76毫米还能浮出水面。两舰的主装甲盒两端是7英寸（178）厚的水密隔舱，除此之外的艏艉两端没有装甲防护。胜利号有些不同，前后两端都有4英寸（102）的装甲板。水线装甲带上方是比较短的装甲板，长57.3米、厚4英寸（102），保护着舰体中部。这一段装甲的两侧是4英寸（102）厚的水密隔舱。
本级炮塔侧面厚9英寸（229），顶盖厚2.5英寸（64）；弹药输送管道厚8英寸（203）。6英寸副炮炮郭正面厚5英寸（127），侧、后方则是2英寸（51）厚的装甲板。艏艉两端的炮郭由5英寸（127）厚的水密隔舱进行保护。75毫米炮的炮位由0.75英寸（19）厚的水密舱分隔开来。佩列斯韦特号有两座司令塔，侧面厚6英寸（152），而后两艘的前部司令塔侧面则加大到9英寸（229）。全部三艘的前后司令塔都有一个厚3英寸（76）的交通管道连接到装甲甲板。主装甲盒的顶部在0.75英寸（19）厚的钢质结构外，还添加了一层1.46英寸（37）厚的装甲；连接着水线装甲带的倾斜部分则厚2.5英寸（64）。在主装甲盒之上的装甲甲板，则是一层2.25英寸（57）的钢板铺在另一层1英寸（25）的甲板片上。前两艘的甲板材质是低碳钢，到胜利号则改用成镍铬合金钢板。

## 同级舰

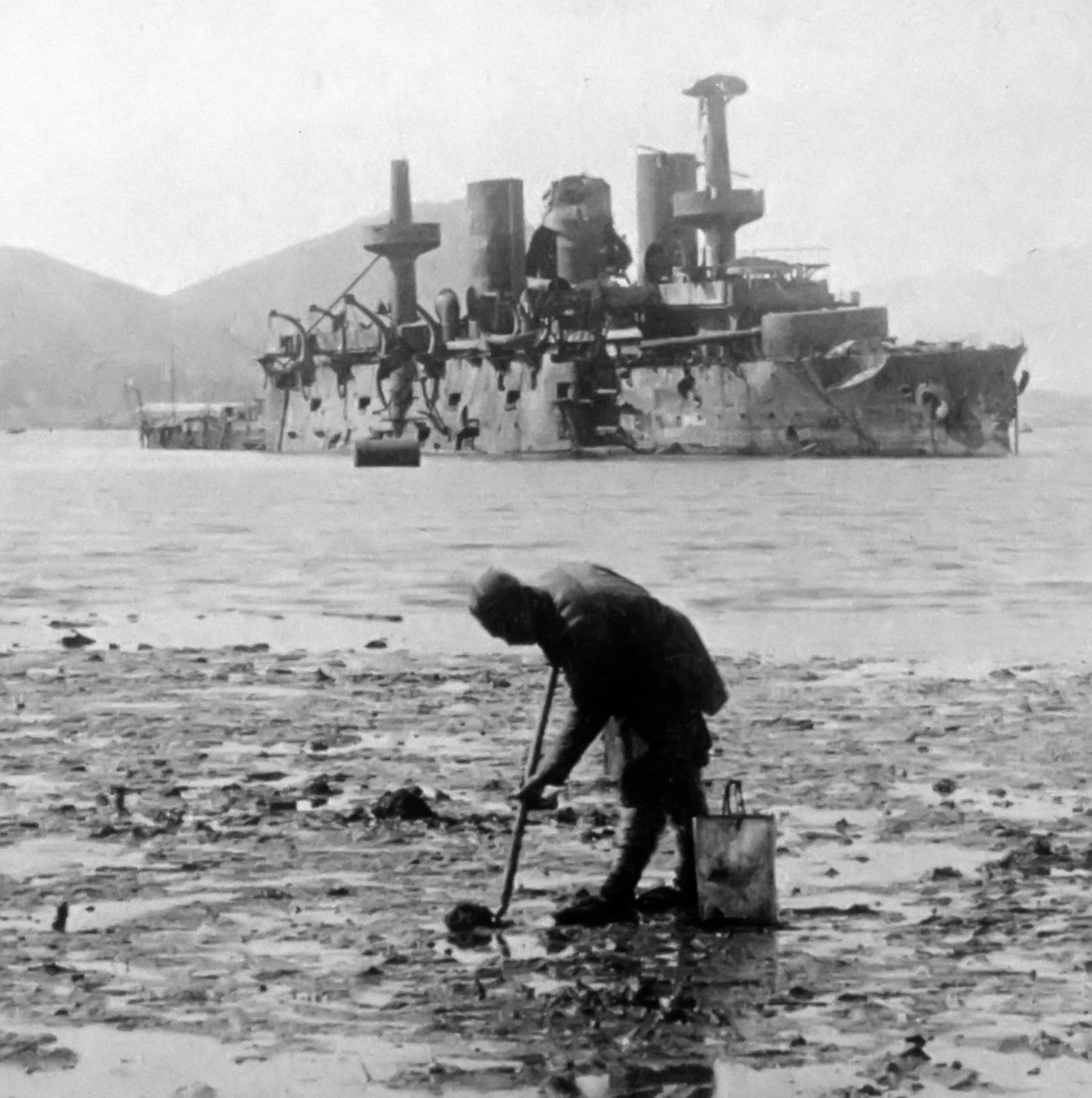
佩列斯韦特号，坐沉于旅顺港

| 舰名           | 建造厂家             | 起工           | 下水          | 服役   | 造价        |
| -------------- | -------------------- | -------------- | ------------- | ------ | ----------- |
| 佩列斯韦特号   | 圣彼得堡波罗的海船厂 | 1895年11月21日 | 1898年5月19日 | 1901年 | 1054万 卢布 |
| 奥斯利雅维亚号 | 圣彼得堡新海军部船厂 | 1895年11月21日 | 1898年12月8日 | 1903年 | 1134万 卢布 |
| 胜利号         | 圣彼得堡波罗的海船厂 | 1899年2月21日  | 1900年5月10日 | 1902年 | 1005万 卢布 |

## 简历

### 俄国海军服役期间

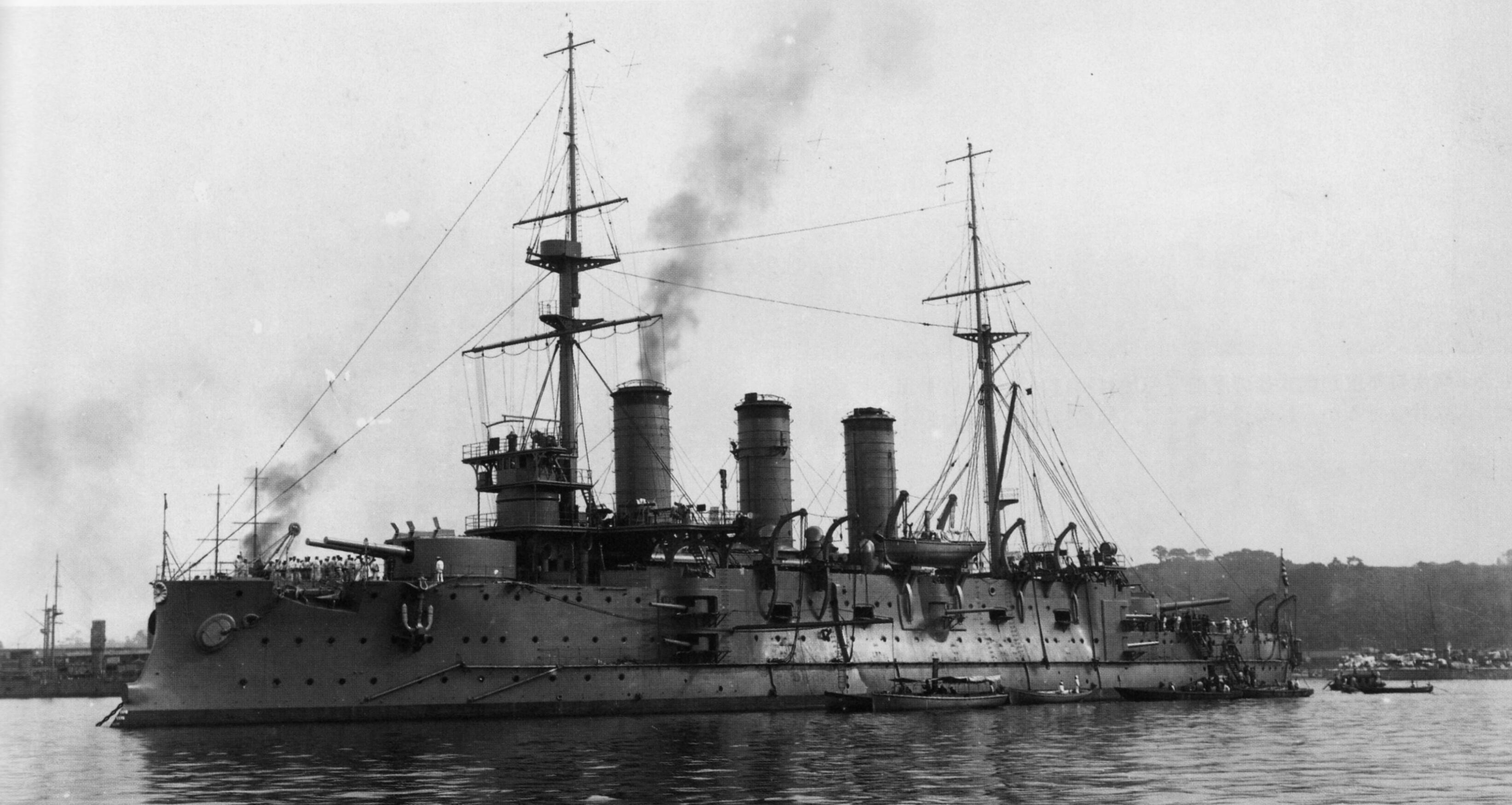
锚泊于横须贺的周防（原胜利号）1908年10月10日

佩列斯韦特号和胜利号在完工后不久就前往旅顺港（俄方称亚瑟港），加入驻扎在那里的太平洋舰队主力。两舰分别于1901年和1903年抵达。佩列斯韦特号抵达后就成为了舰队副指挥帕维尔·彼得洛维奇·乌赫托姆斯基的旗舰。旅顺口海战中，佩列斯韦特号没有中弹，而胜利号中弹一发轻伤。不久胜利号触雷，受伤颇为严重，修理了将近两个月。两舰都拆除了部分轻型火炮用以协助陆地上的防御。黄海海战中，胜利号受了一定的损伤，而佩列斯韦特号受损严重，大量进水；两舰随后跟随大队返回旅顺港。日军在占领了旅顺要塞的外围制高点后就开始用重炮对港内的俄军舰艇进行炮击，两舰都受到大量命中受损严重，一同坐沉于港内的浅水区。
另一方面二号舰奥斯利雅维亚号的建造过程诸多不顺，导致建造进度大幅度落后，变成了本级最后一艘完工的舰艇；在准备前往旅顺时又因事故而被迫进行维修，再次拖延数月，等再度启程时日俄战争已经爆发。奥斯利雅维亚号遂回到波罗的海舰队进行整修；其后加入第二太平洋舰队，并担任第二战列舰战队旗舰，前往旅顺。对马海峡海战中，奥斯利雅维亚号遭受了日军的集中攻击，水线附近多处受到命中导致大量进水，最终倾覆沉没。全舰超过一半的官兵在战斗中身亡，舰长也未能幸免。
由于本级舰航速较快，有的资料将本级称为“快速战列舰”。

### 日本海军服役期间
日军占领旅顺后，将佩列斯韦特号和胜利号打捞起来，进行修理、改装，并分别改名为相模、周防，加入日本海军行列。一开始日本对这些战利舰很重视，不过1912年将两舰都改列为海防舰。
第一次世界大战爆发后，周防（原胜利号）作为第二舰队第二战队旗舰参加了青島戰役。相模则在1916年应俄国的要求售回俄国，并恢复原名佩列斯韦特号，只是分类变更为装甲巡洋舰。佩列斯韦特号在路途中触雷沉没。
一战结束后，周防充当训练舰、杂役船等，并在日本签署《华盛顿海军条约》后，列入裁撤的对象，1922年进行拆解。